# Dinosaur (chanson de King Crimson)
Pour les articles homonymes, voir Dinosaur.
Singles de King Crimson
VROOOM
(1994) People
(1995)
Dinosaur est la troisième chanson de l'album THRAK, du groupe King Crimson, et a donné son nom à un single, paru en 1995.
Le single fait apparaître trois titres enregistrés en live, en octobre 1994 à Buenos Aires. Tous ces titres ont été publiés la même année sur l'album B'Boom: Live in Argentina.
On retrouve la pièce Red de l'abum éponyme, avant que Fripp ne dissolve le groupe en 1974. 

## Titres
1. Dinosaur (Belew, Bruford, Fripp, Gunn, Levin, Mastelotto) - 4:39
2. VROOOM (Belew, Bruford, Fripp, Gunn, Levin, Mastelotto) - 7:33
3. Cloudscape* (Belew, Bruford, Fripp, Gunn, Levin, Mastelotto) - 1:16
4. Elephant Talk*  (Belew, Bruford, Fripp, Levin) - 4:06
5. Red* (Fripp) - 5:53

*Enregistrées à Buenos Aires, en octobre 1994.

## Musiciens
- Robert Fripp : guitare, mellotron
- Adrian Belew : guitare, chant
- Tony Levin : basse, contrebasse électrique, chant
- Trey Gunn : Chapman stick, chant
- Bill Bruford : batterie, percussions
- Pat Mastelotto : batterie, percussions